# علیرضا عزیزی
 علیرضا عزیزی  (زاده ۲۴ دی ۱۳۲۷ آبادان - درگذشتهٔ ١۶ مرداد ١۴٠٠) بازیکن سابق فوتبال ایرانی بود.
وی در باشگاه‌های هما، پرسپولیس و بانک ملی سابقه عضویت و همچنین ۱۰ بازی ملی در کارنامه داشت. 

## درگذشت
عزیزی در ١۶ مرداد ١۴٠٠ پس از سال‌ها مبارزه با بیماری سرطان درگذشت. 